# Ursula Virgens
Ursula Virgens war eine deutsche Schauspielerin.

## Leben
1960 hatte Virgens bei dem Film Leute mit Flügeln erstmals eine Rolle inne. 1973 hatte sie ihre erste Rolle in der Fernsehserie Das unsichtbare Visier.

## Filmografie
- 1960: Leute mit Flügeln
- 1960: Fernsehpitaval: Der Fall Hoefle
- 1966: God kak zhizn (Год как жизнь)
- 1973: Das unsichtbare Visier (Fernsehserie, Folge 1x01)
- 1980: Die Schmuggler von Rajgrod
- 1980: Don Juan – Karl-Liebknecht-Str. 78 (Don Juan, Karl-Liebknecht-Straße 78)
- 1982: Der Prinz hinter den sieben Meeren